# Nancy Carrillo
Nancy Carrillo (Havana, 11 de janeiro de 1986) é uma jogadora de voleibol cubana. Foi membro do time nacional de Cuba que conquistou a medalha de bronze nas Olimpíadas de 2004, em Atenas.

## Premiações individuais
- Campeonato Chinês de Voleibol Feminino de 2015/16: "Melhor Oposta"
- Superliga Russa de Voleibol Feminino de 2013/14: "Melhor Saque"
- Campeonato Suíço de Voleibol Feminino de 2012/13: "Most Valuable Player (MVP)"
- Campeonato NORCECA de Voleibol Feminino de 2009: "Melhor Bloqueadora"
- Montreux Volley Masters de 2008: "Melhor Bloqueadora"
- Copa do Mundo de Voleibol Feminino de 2007: "Melhor Atacante"
- Campeonato NORCECA de Voleibol Feminino de 2007: "Most Valuable Player (MVP)"
- Campeonato NORCECA de Voleibol Feminino de 2007: "Melhor Ataque"
- Jogos Pan-Americanos de 2007: "Most Valuable Player (MVP)"
- Copa Pan-Americana de Voleibol Feminino de 2007: "Most Valuable Player (MVP)"
- Copa Pan-Americana de Voleibol Feminino de 2007: "Melhor Atacante"
- Copa Pan-Americana de Voleibol Feminino de 2007: "Melhor Saque"
- Campeonato Mundial de Voleibol Feminino de 2002: "Melhor Saque"
- Montreux Volley Masters de 2007: "Most Valuable Player (MVP)"
- Grand Prix de Voleibol de 2006: "Melhor Saque"
- Superliga Russa de Voleibol Feminino de 2005/06: "Melhor Saque"
- Campeonato NORCECA de Voleibol Feminino de 2005: "Melhor Saque"
- Grand Prix de Voleibol de 2005: "Melhor Bloqueadora"
- Copa Pan-Americana de Voleibol Feminino de 2002: "Melhor Atacante"
- Copa Pan-Americana de Voleibol Feminino de 2002: "Melhor Saque"

## Clubes
| Clube               | País   | Temporadas           |
| Ciudad Habana       | Cuba   | 1995 - 2005          |
| VK Uralotschka-NTMK | Rússia | 2005 - 2006          |
| Ciudad Habana       | Cuba   | 2006 - 2010          |
| São Bernardo        | Brasil | 2011 - 2012          |
| Volero Zurich       | Suíça  | 2012 Inactivity 2014 |
| Omichka Omsk (emp.) | Rússia | 2014-2015            |